# Dziennik Gazeta Prawna
Dziennik Gazeta Prawna (DGP) — загальнонаціональний правовий та економічний щоденник, що видається польською компанією Infor Biznes. Виходить п'ять разів на тиждень, з понеділка по п'ятницю.

## Історія
Назву було створено 2009 року в результаті злиття двох газет: «Gazety Prawnej» (Infor PL) i «Dziennika» (Axel Springer Polska). Є продовженням «Gazety Prawnej», що виходить з жовтня 1994 року.
До квітня 2010 року газета складалася з трьох частин: білої («Dziennik» — загальна інформація), жовтої («Gazeta Prawna» — закон і податки) та лосося («Forsal» — ділові новини). Нарешті, додаток «Forsal» було включено в основний хребет паперового видання (він залишався окремим в Інтернеті). Після цієї зміни Dziennik Gazeta Prawna складається з двох хребтів: білого з економічних та соціальних питань у Польщі та за кордоном та жовтого (Gazeta Prawna) з правових та податкових питань.
Доповнення Gazeta Prawna включають: податковий понеділок з тижневиком для передплатників «Податки та бухгалтерський облік», підприємницькі та юридичні вівторки з тижневим числом для абонентів: «Prawnik» та «Firma i Prawo», місцеві органи управління щосереди з тижневиком для абонентів «Місцеве самоврядування та адміністрація» та персональний четвер з тижневиком для абонентів «Персоналу та фонду оплати праці». Видання DGP, яке виходить в п'ятницю публікується у форматі журналу з темами, схожими на думки щотижня.
З листопада 2015 року вихідне видання повністю публікується на білих сторінках, а передплатники отримують додатковий «Tygodnik Gazeta Prawna», де обговорюються актуальні теми у чотирьох сферах: бухгалтерський облік та податки, кадрові ресурси та нарахування заробітної плати, місцеве самоврядування та адміністрація, компанія та право.
У 2009—2010 рр. головним редактором був Міхал Кобоско, з 1 березня 2010 р. його проводив Томаш Врублевський. А з 28 жовтня 2011 р. до кінця травня 2016 р. була Ядвіґа Штабінська. З червня 2016 року головним редактором DGP є Кшиштоф Єдляк.